# Hecke (Eitorf)
Hecke war eine Ortschaft in der Gemeinde Eitorf im Rhein-Sieg-Kreis und bildet heute den mittleren Ortsteil von Rodder.

## Lage
Hecke liegt am Rande der Leuscheid im Eitorfer Talkessel. Nachbarort im Nordosten ist das ursprüngliche Rodderer, im Südwesten der Ortsteil Dickersbach, ansonsten grenzt der Ort an den Staatsforst Neunkirchen-Seelscheid an.

## Geschichte
1830 war Die Hecke ein Hof mit sieben Bewohnern.
1845 hatten die Höfe 18 Einwohner in drei Häusern, davon einer evangelisch.
1888 hatte Hecke 22 Bewohner in vier Häusern.
1925 waren hier fünf Haushalte in vier Häusern verzeichnet.
Heute hat Hecke knapp 40 Bewohner.